# 岐阜県立不破高等学校

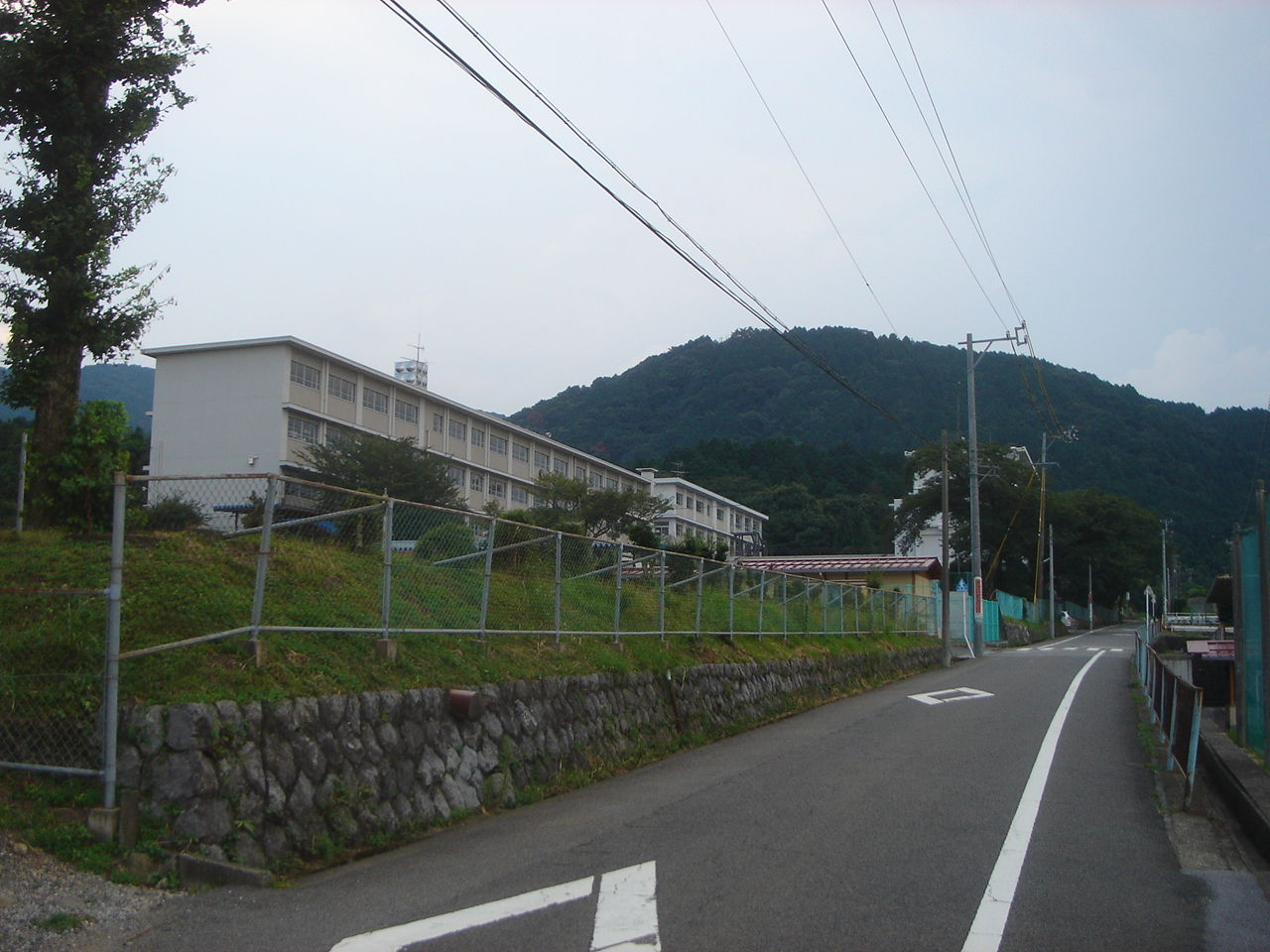
2007年撮影

岐阜県立不破高等学校（ぎふけんりつ ふわこうとうがっこう）は、岐阜県不破郡垂井町宮代にある公立高等学校。

## 学校概要
- 創立 1950年（昭和25年）
- 制服
  - 男女共にネクタイ付ブレザー。
1999年以前の入学者の制服は男子は学生服、女子は黒のブレザーとプリーツスカートであったが、2000年以降の入学者は男女共にポロシャツの上にブレザーであった。しかし、生徒からの批評により[要出典]、5年で今の形となった。

## 沿革
- 1950年 - 岐阜県立不破高等学校を設立し、普通科を設置する
- 1973年 - 理数科を設置する
- 1980年 - 普通科の中に普通科・普通コースと普通科・英語コースを設置する
- 2002年 - 普通科・英語コースの募集を停止する
- 2004年 - 理数科の募集を停止する
- 2005年 - 普通科（単位制）を設置する

## 部活動
特に野球部が近年強くなっており、公式戦では少人数でありながら県大会出場や県下選抜第3位の成績を持つ。なお、1年生は全員加入。
| 運動系部活動 - 野球部 - バスケットボール部 - バドミントン部 - ハンドボール部 - サッカー部 - 剣道（スポーツチャンバラ）部 - 弓道部 | 文化系部活動 - 科学部 - 茶華道部 - 書道部 - 美術部 - 吹奏楽部 |

## 進路状況
卒業生の希望により就職や、四年制大学・専門学校へ進学している。

## アクセス
- 名阪近鉄バス 不破高校前降車場下車すぐ
- JR東海道線 垂井駅下車徒歩25分